# 듀오백
주식회사 듀오백(영어: Duoback)은 대한민국의 가정용 및 사무용 의자 기업이다.

## 역사
- 1987년 4월 (주)해정산업 설립
- 2004년 2월 코스닥 시장 상장
- 2018년 4월 ‘(주)듀오백’으로 상호 변경[1]
- 2021년 10월 프로야구단 게이밍 의자 출시

## 내용주
1. ↑  '듀오백'이라는 브랜드 가치 적극 활용